# Michael Cardew

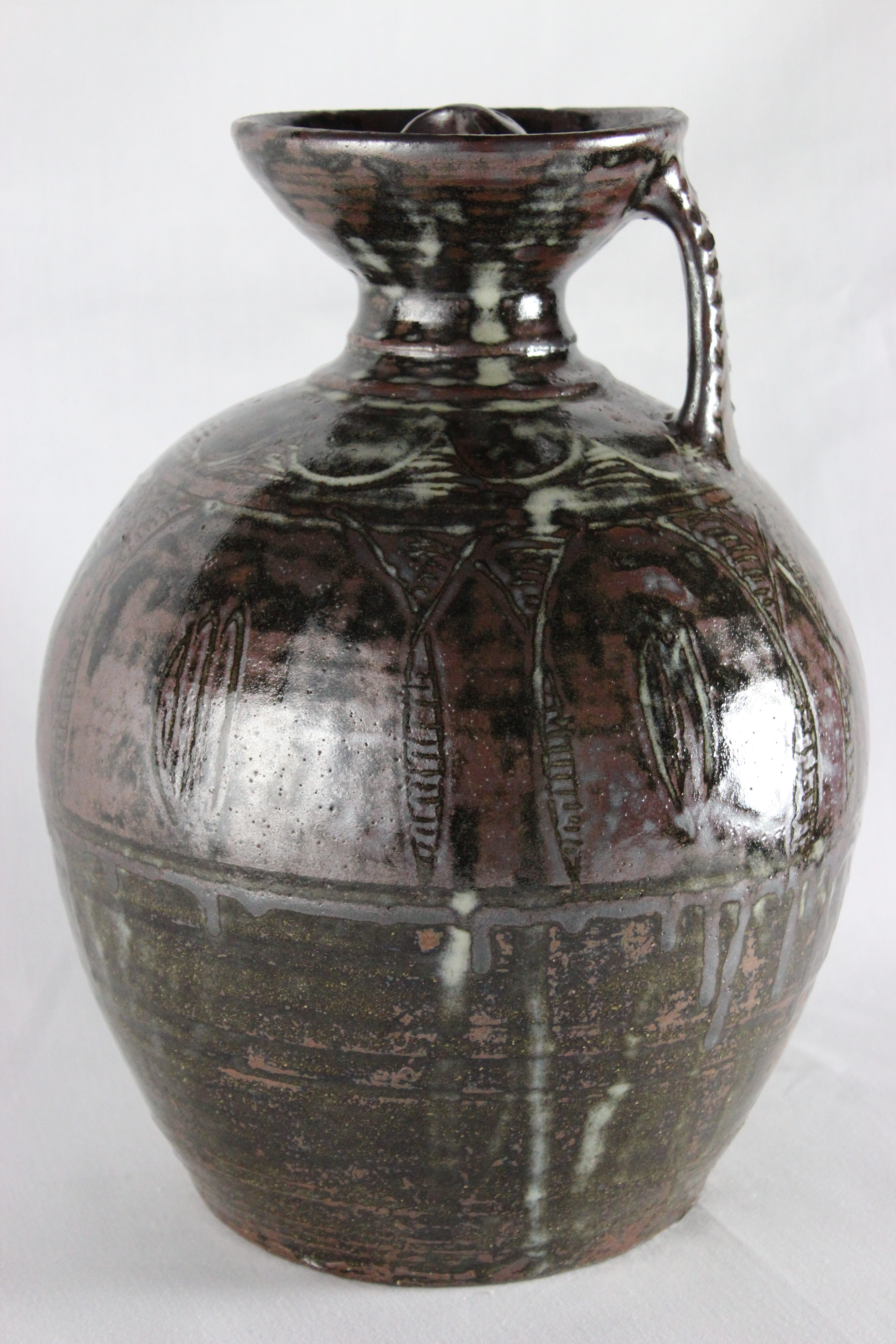
Gerra de vi de Michael Cardew

Michael Ambrose Cardew, CBE (1901–1983), va ser un ceramista anglès que va treballar durant vint anys a Àfrica occidental.

## Infància i joventut
Cardew, que va néixer a Wimbledon, Londres, era el quart fill d'Arthur Cardew, un funcionari, i d'Alexandra Kitchin, filla gran de G.W.Kitchin, el primer rector de la Universitat de Durham. La família, tenia una segona residència al nord de Devon, on Arthur Cardew col·leccionava ceràmica popular de la zona. La primera vegada que Cardew va veure com es feia ceràmica va ser al taller d'Edwin Beer Fishley, a Braunton, i va ser el net d'aquest, William Fishley Holland, qui li va ensenyar a tornejar. 
Cardew va rebre una beca per a estudiar els Classics a l'Exeter College, a Oxford i es va graduar el 1923.

## St. Ives i Wenford Bridge
Cardew va ser el primer aprenent de la Leach Pottery, a St. Ives, Cornualla, el 1923. Compartia amb Bernard Leach l'interès per les engalbes i la ceràmica de Shoji Hamada el va influir enormement. El 1926 va deixar St. Ives per a tornar a posar en marxa les terrisseries Greet a Winchcombe, Gloucestershire. Amb l'ajuda de l'antic cap torner, Elijah Comfort, i Sydney Tustin, que aleshores tenia catorze anys, va començar a reconstruir la terrisseria abandonada. Cardew aspirava a produir ceràmica a l'estil de les peces engalbades tradicionals angleses del segle xvii, funcionals i assequibles per al públic en general. Després de nombroses proves, les peces es van elaborar amb argila local i es van coure en un forn d'ampolla tradicional. El 1935, Charlie Tustin es va unir a l'equip, seguit de Ray Finch, que ho va fer l'any següent. Finch va acabar comprant-li la fàbrica a Cardew. Hi hi va treballar fins a la seva mort, el 2012. Avui en dia, és coneguda com la Winchcombe Pottery.
Cardew es va casar amb la pintora Mariel Russell el 1933. Van tenir tres fills, Seth (1934-2016), Cornelius (1936–1981) i Ennis (1938).

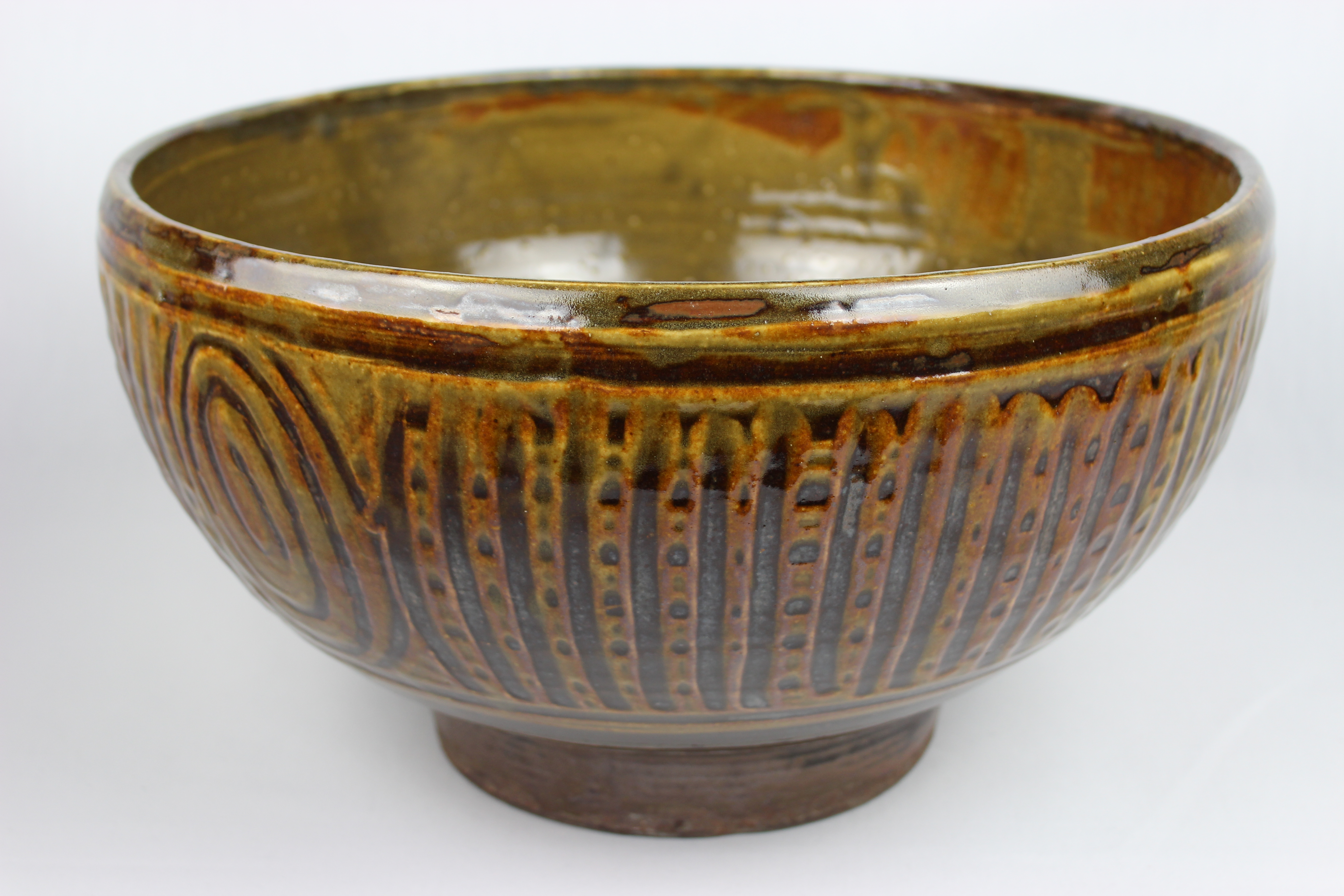
Bol tornejat de Michael Cardew

El 1939, una herència va permetre a Cardew realitzar el seu somni de viure i treballar a Cornualla. Va comprar un hostal a Wenford Bridge, St Breward, i el va convertir en un obrador de ceràmica on s'elaboraven tant peces de baixa temperatura com de gres. Hi va construir el primer forn amb l'ajuda de Michael Leach, el fill de Bernard Leach. El forn només es va poder encendre unes poques vegades abans que esclatés la guerra, ja que les restriccions energètiques van fer impossible continuar treballant . El 1950, un ceramista australià, Ivan McMeekin, va passar a ser-ne soci i es va encarregar de l'obrador mentre Cardew era a l'Àfrica. McMeekin va construir un forn més eficient i va continuar produint ceràmica d'alta temperatura fins al 1954.

## Àfrica
Wenford Bridge no era prou rendible per mantenir Cardew i la seva família, i per això, el 1942 va acceptar un càrrec remunerat del Servei Colonial com a ceramista a la Achimota School, una escola elitista per a africans de la Costa d'Or (Ghana). Quan va esclatar la guerra, el supervisor de l'escola d'arts i oficis, H.V.Meyerowitz, va suggerir que el departament de ceràmica s'ampliés i es convertís en una petita indústria manufacturada que proveís la demanda de productes ceràmics de la comunitat britànica de l'Àfrica occidental. Les colònies britàniques havien depès fins aleshores de mercaderia importada, però la navegació enemiga havia limitat aquesta via de proveïment. L'Oficina Colonial, va adoptar aleshores una sèrie de polítiques de desenvolupament de la indústria indígena i, en aquest context, el projecte de Meyerowitz va ser aprovat. Així van accedir a la fundació de la terrisseria Achimota prop d'Alajo, esperant que fos un projecte rendible. Van contractar Cardew per a construir-la i dirigir-la. Aquest, que s'havia convençut en part gràcies a les seves lectures de Marx que la relació entre ceramistes i indústria havia de ser més estreta, va veure-hi l'oportunitat d'aplicar les seves idees a escala industrial i es va aplicar en la seva tasca amb gran entusiasme. La terrisseria tenia contractades unes seixanta persones i rebia importants comandes de l'exèrcit i de la indústria del cautxú. Però no arribava a assolir els objectius previstos i resultava deficitària. Va haver-hi una revolta d'aprenents i una important fallada dels forns amb greus conseqüències. Cardew va admetre temps més tard que el seu entusiasme s'havia acabat convertint en fanatisme. El 1945 Meyerowitz es va suïcidar i tots aquests desastres van conduir al tancament de la fàbrica d'Alajo.
El 1945 Cardew es va traslladar a Vumë al riu Volta on va muntar un taller amb els seus propis recursos. La decisió de quedar-se a Àfrica, va ser en part per intentar esborrar la fallida d'Alajo i per altra banda, per reivindicar les idees de Meyerowitz, amb qui se sentia en deute. A la seva autobiografia, recorda la seva obsessió per demostrar als administradors colonials "que s'equivocaven tancant la fàbrica d'Alajo, i que una petita terrisseria en un poble podia prosperar en tots els aspectes si es permetia que es desenvolupés amb naturalitat." Va barallar-se amb fangs difícils i amb fallades de forns durant tres anys i finalment va admetre que l'obrador de Vumë havia fracassat. Tot i així, les peces d'aquella època són avui en dia les més apreciades pels especialistes. 

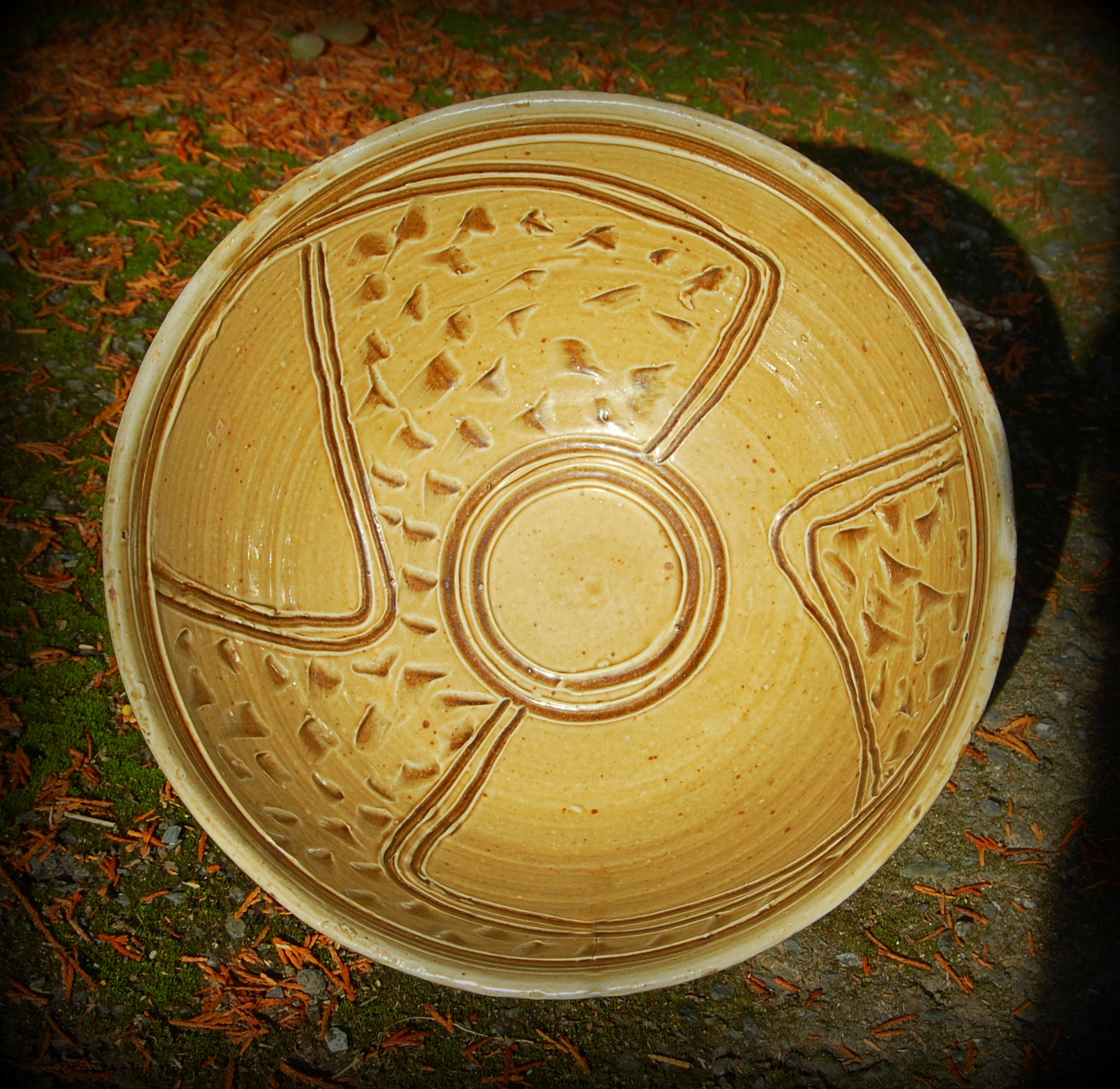
Bol de Michael Cardew fet a Wenford Bridge

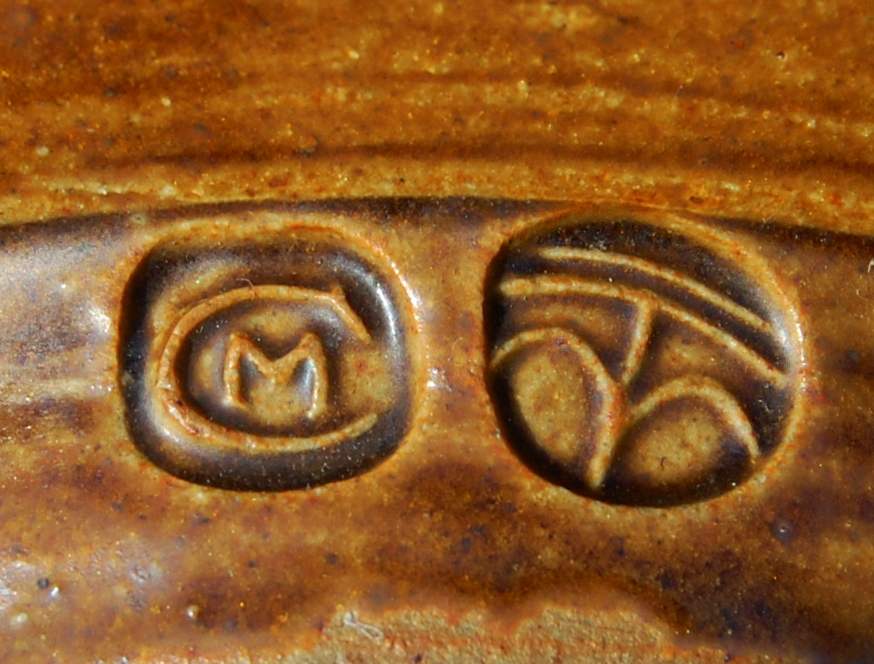
Firma de Cardew

El 1948 torna a Anglaterra i elabora peces de gres a Wenford Bridge.
El 1951 va ser designat pel govern nigerià com a Ceramista en Cap del Departament de Comerç i Indústria. Durant aquesta etapa va construir i desenvolupar un centre de formació ceràmica a Suleja (aleshores anomenada "Abuja") al nord de Nigèria. El seu primer alumne allà va ser Peter Stichbury. Un altre dels seus aprenents a Abuja va ser Peter Dick entre 1961-62. Els seus alumnes eren sobretot homes Hausa i gwari, però de seguida es va fixar en les peces de Ladi Kwali, que el 1954 es va convertir en la primera dona ceramista del Centre. Molt aviat altres dones van seguir el seu exemple. Com a conseqüència de l'interès i l'admiració profundes de Cardew per la ceràmica africana, les seves peces se'n van veure fortament influïdes. Després de jubilar-se, el 1965, va tornar a Wenford Bridge.

## Última època
A través del seu contacte amb Ivan McMeekin, el 1968 va ser convidat a la University of New South Wales per a passar sis mesos al Territori del Nord d'Austràlia amb l'objectiu d'iniciar els aborígens en la ceràmica. També va viatjar per Amèrica, Canadà, Austràlia i Nova Zelanda, fent ceràmica, demostracions, escrivint i donant classes. 
Va escriure una autobiografia titulada  A Pioneer Potter (Un ceramista pioner), i Pioneer Pottery (Ceràmica pionera), una explicació de com fer ceràmica a partir de les seves experiències a Àfrica, on defensa que el ceramista ha de trobar i preparar els seus propis materials, així com fabricar les seves eines i la resta d'equipament necessari.
Alguns dels antics alumnes de Cardew van convertir-se en ceramistes molt reconeguts. Entre ells: Svend Bayer, Clive Bowen, Michael OBrien, i Danlami Aliyu.
Va morir a Truro.

## Reconeixements
Bernard Leach va dir que Cardew era el seu millor alumne. Ha estat descrit com  "un dels millors ceramistes del segle i un dels millors especialistes en la tècnica de l'engalba de tots els temps." L'estil decoratiu de les seves peces engalbades s'aconsegueix sobretot mitjançant l'aplicació amb pera o bé esgrafiant, i té un traç molt lliure i original. L'obra en gres realitzada a Vumë i a Abuja també està molt ben valorada. Es poden veure les seves peces en museus anglesos com la  York Art Gallery), o també als estats Units, Austràlia o Nova Zelanda. 

## Honors
Va ser designat MBE el 1964 i CBE el 1981. Havia de ser ordenat cavaller en el moment de la seva mort .